# Tui St. George Tucker
Tui St. George Tucker   (Fullerton, 25 de novembre de 1924 - Boone, 21 d'abril de 2004) va ser una compositora estatunidenca microtonal i gravadora reproductora i desenvolupadora d'instruments.

## Adolescència
Tucker va néixer a Califòrnia, filla d'un pare anglès i d'una mare de Nova Zelanda. Va assistir a l'escola secundària "Eagle Rock" al nord-est de Los Angeles, Califòrnia, i es va graduar el 1941. Després va assistir a l'"Occidental College" de Los Angeles del 1941 al 1944. Es deia així pel tui, un ocell originari de Nova Zelanda, on va néixer la seva mare.

## Carrera
Es va traslladar a la ciutat de Nova York el 1946, treballant com a compositora, directora d'orquestra i flauta de bec, i passant la major part de la seva vida professional a la ciutat de Nova York. Les seves composicions sovint presenten microtonalitat i estan fortament influenciades per la música antiga. Va desenvolupar gravadores especials amb forats addicionals, així com digitacions especials per a la gravadora per permetre tocar tons quarts. Her Indian Summer: Three Microtonal Antifhons on Psalm Texts per barítons i conjunt de cambra, combina l'ús de quarts de tons amb un text llatí.
Del 1947 al 1970 va passar els estius com a directora musical de Camp Catawba for Boys, situat a prop del "Blue Ridge Parkway", al costat de Boone de Blowing Rock, Carolina del Nord. La pianista Grete Sultan també hi va treballar durant diversos estius.

## Vida personal
El 1985, Tui va heretar els terrenys del campament de la seva parella de tota la vida, la poeta i erudita Vera Lachmann (1904-1985), que havia fundat el campament el 1944, i va viure-hi tot l'any des de llavors fins a la seva mort, el 21 d'abril del 2004.

## Heretat
Les seves obres han estat interpretades per intèrprets com el Quartet Kohon, els pianistes Grete Sultan i Loretta Goldberg i el flautista Pete Rose.

## Discografia
- Indian Summer: Three Microtonal Antifhons on Psalm Texts. LP. Greenville, Maine: Opus One, [1984?].
- Quartet de corda número u. LP. Greenville, Maine: Opus One, [1986?].
- Herzliebster Jesu. CD. Harriman, Nova York: Spectrum, 1988. (Títol del disc: Buxtehude, Moondog & Co., interpretat per Paul Jordan, orgue de Schuke).
- Segona sonata per a piano, "El peiot". CD. Greenville, Maine: Opus One, [1991?]. (Títol del disc: Soundbridge, interpretat per la pianista Loretta Goldberg.)
- The Music of Tui St. George Tucker (1998). Baton Rouge, Louisiana: Centaure.